# Mikk Sillaste
Mikk Sillaste (Rapla, 1 de março de 1987) é um futebolista estoniano.
Em Janeiro de 2011, foi transferido para o JK Viljandi Tulevik.